# مامووتي
محمد كوتي بانابارامبيل إسماعيل (من مواليد 7 سبتمبر 1951)، المعروف باسمه المسرحي ماموتي، هو ممثل ومنتج أفلام هندي يعمل بشكل أساسي في السينما المالايالامية. في حياته المهنية التي امتدت لأربعة عقود، ظهر في أكثر من 400 فيلم، معظمها بلغة المالايالامية وأيضًا بلغات التاميل والتيلجو والكانادا والهندية والإنجليزية.
استخدم Mammootty في البداية اسم المسرح Sajin في أفلامه الأولى. بعد أن أثبت نفسه كممثل رئيسي في الثمانينيات، جاء نجاحه الكبير مع النجاح التجاري لفيلم نيودلهي عام 1987. وقد فاز بثلاث جوائز وطنية للأفلام لأفضل ممثل ، وسبع جوائز ولاية كيرالا السينمائية وثلاثة عشر جائزة فيلم فير في الجنوب. في عام 1998، منحته حكومة الهند وسام بادما شري لمساهماته في الفنون. كما حصل أيضًا على درجة الدكتوراه الفخرية من جامعة كيرالا في يناير 2010 ومن جامعة كاليكوت في ديسمبر 2010.
ظهرت Mammootty في الصناعات المجاورة أيضًا. دخل السينما التاميلية من خلال Mounam Sammadham (1990) ، في السينما التيلجو من خلال Swati Kiranam (1992) ، في بوليوود من خلال Triyathri على الرغم من أن ظهوره الأول كان في Dhartiputra (1993). ظهر لأول مرة في سينما الكانادا من خلال الفيلم ثنائي اللغة ، شيكاري (2012). كما عمل في فيلم هندي إنجليزي د. باباصحب أمبيدكار (2000).
ماموتي هو رئيس شركة Malayalam Communications، التي تدير القنوات التلفزيونية المالايالامية Kairali TV و People TV و WE TV. [13] وهو سفير النوايا الحسنة لمشروع أكشايا، وهو أول مشروع لمحو الأمية الإلكترونية على مستوى المنطقة في الهند. وهو راعي جمعية العناية بالألم والتسكين، وهي منظمة خيرية في ولاية كيرالا تم تشكيلها بهدف تحسين نوعية الحياة بين مرضى السرطان المتقدم.

## الروابط الخارجية
- مامووتي على موقع IMDb (الإنجليزية)
- مامووتي على موقع أول موفي (الإنجليزية)
- مامووتي على موقع قاعدة بيانات الفيلم (الإنجليزية)
- مامووتي على موقع كينوبويسك (الروسية)